# (34305) 2000 QN179
2000 QN179 (asteroide 34305) é um asteroide da cintura principal. Possui uma excentricidade de 0.11288720 e uma inclinação de 14.84449º.
Este asteroide foi descoberto no dia 31 de agosto de 2000 por LINEAR em Socorro.